# 群馬県立太田女子高等学校
群馬県立太田女子高等学校（ぐんまけんりつおおたじょしこうとうがっこう）は、群馬県太田市にある普通科の女子高である。通称は「太女（たじょ）」。

## 歴史
その起源は1921年（大正10年）創立の太田町立太田実科高等女学校であり、女子高としては1908年創立の桐生女子高等学校、1917年（大正6年）創立の館林女子高等学校に次ぐ、群馬県東部地域でも有数の歴史を持つ伝統校である。1923年に県立に移管。1923年10月15日に太田市大字太田に本校舎が落成され、この日を開校記念日としている。校歌と校章が定められたのは1925年。1948年に現在の名称である群馬県立太田女子高等学校となる。1963年に本校舎を太田市八幡町に全面移転。現在は少子化への対応のため、2000年と2003年に1クラス削減され、1学年普通科6クラスとなっている。2010年に1クラス増やし、1学年普通科7クラスとなっていた。また、2020年度入試から1学年普通科6クラスに削減された。

## 教育目標
進展する社会の趨勢と地域の期待をふまえ、将来社会の発展に貢献できる心身共に健全な生徒の育成をはかる。

## 特徴
主に太田市、伊勢崎市、館林市から通学する生徒が多い。東武鉄道太田駅から徒歩約20~40分の距離にあり、通学に便利な場所とは言えない。
ほぼ全ての生徒が4年制大学進学を希望する。国公立や首都圏の私立大学の志願者が多く、現役合格合格率も約8割と高い。進路指導の基本方針は「個性に応じた進路指導」。生徒一人一人の進路希望を実現するために、ホームルームにおける進路指導や進路講演会など自分自身の進路について考える活動も行っている。
松籟祭（しょうらいさい）という文化祭や太女合唱祭など、年間を通じて多くのイベントを行っている。

## 部活動
部活動も盛んであり、様々な部が顕著な成績を収めている。
運動部：サッカー、バスケットボール、バレーボール、ソフトテニス、硬式テニス、空手道、剣道、弓道、バドミントン、ダンス、卓球、陸上競技、ソフトボール
文化部：吹奏楽、音楽、茶道、華道、文芸、アニメーション、新聞、演劇、美術、外国語研究、軽音楽、文芸、JRC、書道、理科研究、フォークソング
同好会：ブラックダンス、クッキング、スカバンド、競技かるた
音楽部は、年に一度、部活動の範囲内でできるミュージカル発表会を行い、保護者のみならず、太田市民から広く親しまれる存在となっている。また、音楽部OGを中心に、前橋女子高等学校音楽部と合同の形でミュージカル専門の劇団｢アラムニー（Alumnae）」としても活動している。

## 合格者数上位校
- 国公立大学　群馬大学・埼玉大学・茨城大学・高崎経済大学・千葉大学・宇都宮大学・東京学芸大学・東北大学・首都大学東京・群馬県立女子大学・筑波大学　ほか

- 私立大学　文教大学・獨協大学・日本大学・東洋大学・国際医療福祉大学・明治大学・東京家政大学・北里大学・明治学院大学・駒澤大学・法政大学・帝京大学・早稲田大学・中央大学・共立女子大学・青山学院大学・慶應義塾大学　ほか

- 海外の大学 サイモンフレーザー大学

（全て合格者が多いものから主要な大学のみ掲載）

## 著名な出身者
- TARAKO（声優）
- 小椋冬美（漫画家）
- 田島悠紀子（FMとやまラジオパーソナリティ）
- 茂木ミユキ（ヴォーカリスト）
- 長野千紘（ミュージカル女優）
- 山田彩乃（モデル）
- 諸田実咲（棒高跳選手）[1]